# Лопацинские
Лопацинские, или иначе Лопатинские (пол. Łopaciński) — литовский дворянский род герба Любич.
Род этой фамилии восходит к началу XVI века. Ян Доминик Лопацинский (1708—1778) был епископом самогитским, а Николай (умер в 1778) — писарем великим литовскими и воеводой брест-литовским.
Позднее дворянский род Лопацинских разделился на четыре ветви. Они были внесены Герольдией в VI часть родословной книги Виленской, Минской и Ковенской губерний Российской империи.
В настоящее время дворец Лопацинских на улице Скапо является одной из исторических достопримечательностей города Вильнюса.